# Pallacanestro al XV Festival olimpico estivo della gioventù europea
Le competizioni di pallacanestro al XV Festival olimpico estivo della gioventù europea si sono svolte dal 22 al 27 luglio 2022 a Baku, in Azerbaigian

## Podi

### Ragazzi
| Evento                     | Oro    | Argento | Bronzo |
| Torneo maschile (dettagli) | Spagna | Turchia | Serbia |

### Ragazze
| Evento                      | Oro     | Argento  | Bronzo |
| Torneo femminile (dettagli) | Francia | Ungheria | Russia |